# Václav Cipro
Václav Cipro (18. prosince 1895 Stará Huť u Berouna – 5. října 1966 Praha) byl český a československý odborář a politik, poválečný poslanec Prozatímního Národního shromáždění za Československou sociální demokracii, později člen Komunistické strany Československa.

## Biografie
Pocházel z rodiny kotláře.
V letech 1945-1946 byl poslancem Prozatímního Národního shromáždění za sociální demokraty, respektive za Ústřední radu odborů. Mandát poslance zastával až do parlamentních voleb v roce 1946.
Po sloučení sociální demokracie s KSČ v červnu 1948 byl kooptován do Ústředního výboru Komunistické strany Československa a ve funkci byl potvrzen na IX. sjezdu KSČ.
Působil jako odborový funkcionář. Publikoval studie o národním pojištění. Do roku 1952 byl náměstkem předsedy ÚRO. Byl též členem sekretariátu a představenstva ÚRO.